# عليم لويس بن عبيد
عليم لويس بن عبيد جراح أعصاب جزائري دخل ضمن الأسماء الجديدة التي ادرجت في النسخة الجديدة للمعجم الفرنسي الشهير لاروس لهذا العام اعترافا من القاموس الشهير بالإنجازات الكبيرة للجراح الجزائري.
وكان الجراح الجزائري مسؤولا عن قسم جراحة الأعصاب في مستشفى غرونوبل الواقعة جنوب شرق فرنسا. وهو مبتكر تقنية التحفيز الكهربائي الدماغي العميق «دي بي أس» المخصصة لمرضى باركنسون.
كان جرّاح أعصاب جزائري-فرنسي، وأستاذ فخريّ، وعضو في الأكاديميّة الفرنسيّة للعلوم، وكان له تأثير عالمي في تطوير التحفيز الدماغي العميق (DBS) لمرض باركنسون وغيره من الاضطرابات الحركيّة. أصبح بن عبيد أستاذاً فخريًا للفيزياء الحيويّة في جامعة جوزيف فورييه في مدينة غرونوبل الفرنسيّة في شهر سبتمبر/ أيلول من العام 2007، وأصبح في عام 2009 رئيساً لمجلس إدارة مركز إدموند يعقوب صفرا للبحوث الطبية الحيويّة في مجمّع «كليناتيك Clinatec» لبحوث الطبّ الحيويّ، وهو معهد متعدّد التخصّصات يطبّق التقانة النانوية على علوم الأعصاب، شارك بن عبيد في تأسيسه في غرونوبل.

## سيرة ذاتية
وُلد عليم لويس بن عبيد في الثاني من شهر مايو/ أيّار من العام 1942 في مدينة غرونوبل بفرنسا، كان والده طبيباً جزائريّاً ووالدته ممرّضة فرنسيّة، قال بن عبيد ذات مرّة أنّ قراره بالاختيار بين التخصّص في الطبّ أو في الفيزياء لم يكن سهلاً. حصل عليم على شهادة الطبّ في عام 1970 من جامعة جوزيف فورييه بمدينة غرونوبل الفرنسيّة (والتي أصبحت في الوقت الحاضر جزءاً من جامعة غرونوبل ألب) وحصل على درجة الدكتوراه في الفيزياء سنة 1978من نفس الجامعة،  وأصبح في عام 1972 عضواً في فريق جرّاحي الأعصاب في الجامعة التي تخرّج منها، وأصبح أستاذاً في الطبّ التجريبيّ عام 1978، وأستاذاً في الفيزياء الحيويّة بين عاميّ 1983 و 2007. حصل بن عبيد أيضاً على درجة الزمالة في علم الأدوية العصبيّة قبل السريريّة في مختبر فلويد بلوم في معهد سالك في ضاحية لاهويا بولاية كاليفورنيا الأمريكيّة. شغل عليم أيضاً منصب مدير وحدة علوم الأعصاب قبل السريريّة في المعهد الفرنسي لبحوث الطبّ الحيويّ والصحّة العامّة والمعروف اختصاراً بـ INSERMوذلك بين عامي 1988 و 2007، وشغل منصب رئيس قسم جراحة الأعصاب في مستشفى جامعة غرونوبل بين عامي 1989 و 2007. عمل عليم كمنسّقٍ لمركز كلوديو موناري لجراحة الصرع والاضطرابات الحركيّة في مشفى نيغاردا بمدينة ميلان الإيطاليّة وذلك من عام 1998 وحتّى عام 2007. وكان مستشاراً للموّظّفين في مؤسّسة كليفلاند كلينيك في ولاية أوهايو الأمريكيّة بين عاميّ 2000 و 2003.
انضمّ بن عبيد في عام 2007 إلى المفوّضيّة الفرنسيّة للطاقة الذرّيّة كمستشار علميّ أثناء بناء الصرح الجامعي الخاصّ بالابتكارات الخاصّة والعامّة والذي حمل اسم «صرح غرونوبل المستحدث للتقنيّات الحديثة GIANT» الذي يضمّ مجمّع مباني أبحاث التكنولوجيا الميكرويّة والنانويّة Minatec، ومجمع علوم الحياة والطب البيولوجي النانويّ. أصبح عليم بن عبيد في عام 2009 رئيساً لمجلس إدارة مركز إيدموند يعقوب صفرا للأبحاث الطبّيّة الحيويّة في مجمع كليناتيك Clinatec للأبحاث الطبّيّة البيولوجيّة، وهي منظّمة نهضويّة تُعنى بتكنولوجيا الطبّ الحيويّ، شارك بن عبيد في إنشائها مع مركز Minatec. ساهم كلّ من مختبر تكنولوجيا المعلومات والإلكترونيّات CEA-Leti التابع لهيئة الطاقات البديلة والطاقة الذرية الفرنسية CEA مع مستشفى جامعة غرونوبل، والمعهد الفرنسيّ لبحوث الطبّ الحيويّ والصحّة العامّة INSERM وجامعة جوزيف فورييه في إنشاء مركز كليناتيك. استخدم بن عبيد جائزة روبرت بريتزكر التي حصل عليها عام 2013 لدوره الريادي في الأبحاث المتعلّقة بمرض باركنسون، والتي كانت بقيمة 100 ألف دولار أمريكيّ لتمويل أبحاثه، وصرّحت مؤسسة مايكل جاي فوكس لأبحاث مرض باركنسون أنّ تكريمها لابن عبيد قد جاء بعد نشره لـ 523 ورقة علميّة، ووصوله إلى قيمة 67 على (مؤشّر إتش لقياس مستوى المؤلّف)، بالإضافة إلى تقديمه لـ 18 محاضرة فخريّة، وحصوله على 23 ميدالية وجائزة.